# Vojnitas
Vojnitas (com a etimologia do uivo → guerra em búlgaro: ваюнити/воюнити → вой → война, isto é, literalmente "guerras") é uma tribo eslava do sul que habitou o antigo Epiro durante a Invasão eslava dos Bálcãs e formou neste território seus esclavenos — Vagenetia.
Sua participação junto com suas tribos eslavas relacionadas no cerco de Thessaloniki em 615/616 está documentada. 
Na época de Simeão, o Grande, eles já faziam parte do Primeiro Império Búlgaro, mas o nome de sua área permaneceu em uso até o século 15 ou até a conquista otomana, quando sua área tinha um novo nome — Chameria. 